# Santo Stefano Lodigiano
Santo Stefano Lodigiano é uma comuna italiana da região da Lombardia, província de Lodi, com cerca de 1.788 habitantes. Estende-se por uma área de 10 km², tendo uma densidade populacional de 179 hab/km².
Faz fronteira com Maleo, Corno Giovine, Corno Giovine, Fombio, San Fiorano, Caselle Landi, Piacenza (PC), Piacenza (PC), San Rocco al Porto.

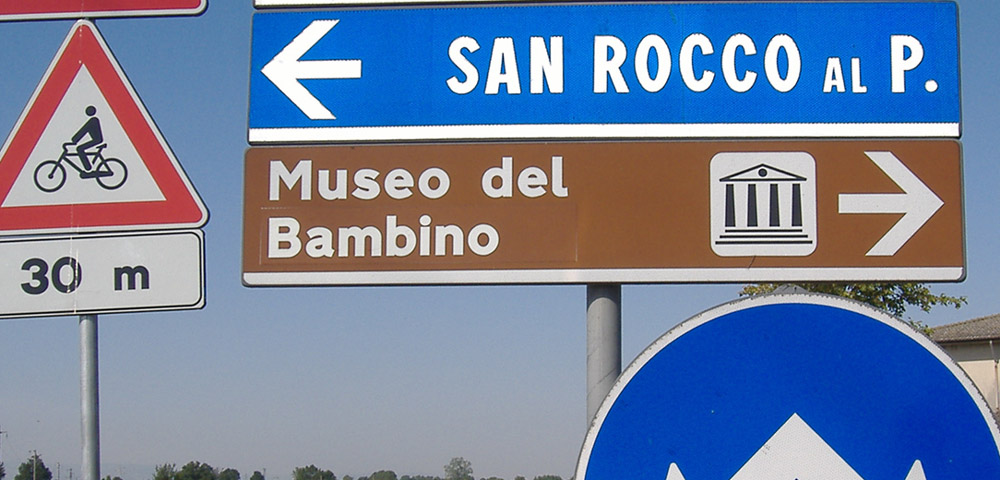
A placa que indica o Museu da Criança e do Brinquedo.

No seu Municìpio existe o Museu da Criança e do Brinquedo, unico na província e no território, com mais de 1.700 peças para ver.